# مارکو کریست
مارکو کریست (انگلیسی: Marco Christ؛ زادهٔ ۶ نوامبر ۱۹۸۰) بازیکن فوتبال اهل آلمان است.
از باشگاه‌هایی که در آن بازی کرده‌است می‌توان به باشگاه فوتبال دینامو درسدن، باشگاه فوتبال وی‌اف‌آر آلن، باشگاه فوتبال یان رگنسبورگ، باشگاه فوتبال فورتونا دوسلدورف، باشگاه فوتبال نورنبرگ، و باشگاه فوتبال وهن ویسبادن اشاره کرد.
وی همچنین در تیم ملی فوتبال زیر ۲۱ سال آلمان بازی کرده‌است.